# Волк с Уолл-стрит (книга)
«Волк с Уолл-стрит» (англ. The Wolf of Wall Street) — мемуары бывшего биржевого маклера и трейдера Джордана Белфорта, впервые опубликованные в сентябре 2007 года издательством Bantam Books, а затем адаптированные в одноимённый фильм 2013 года Мартина Скорсезе с Леонардо Ди Каприо в главной роли. Впоследствии вышло продолжение «Волк с Уолл-стрит 2. Охота на Волка», опубликованное в 2009 году.
Белфорт рассказывает свою реальную историю создания Stratton Oakmont, брокерского дома, занимающего насосными и свалочными схемами с копейки. Фирма была закрыта регулирующими органами в конце 1990-х годов, а Белфорт впоследствии был заключён в тюрьму за мошенничество с ценными бумагами.

## Реакция
Обозреватель Publishers Weekly заявил: «Главная тема книги — огромное количество наркотиков и рискованное поведение, которое Белфорт использует, чтобы выжить. Как и следовало ожидать, в автобиографии ветерана-мошенника с уже проданными правами на фильм трудно понять, во что можно верить. История подается в основном в форме диалога. Но герой сообщает только о поверхностных событиях, никогда не раскрывая, что мотивирует Белфорта или любого из других персонажей. Рецензент Kirkus Reviews добавил: «Это грубо, конечно, и вульгарно — и чертовски много читать. Белфорт демонстрирует навыки грязного письма. Его хроника заканчивается  арестом за мошенничество. Теперь, когда с начала срока прошло 22 месяца, он работает над своей следующей книгой. Развлекающее, как pulp-журналы, реально, как федеральное обвинительное заключение».